# رأس ابن هاني

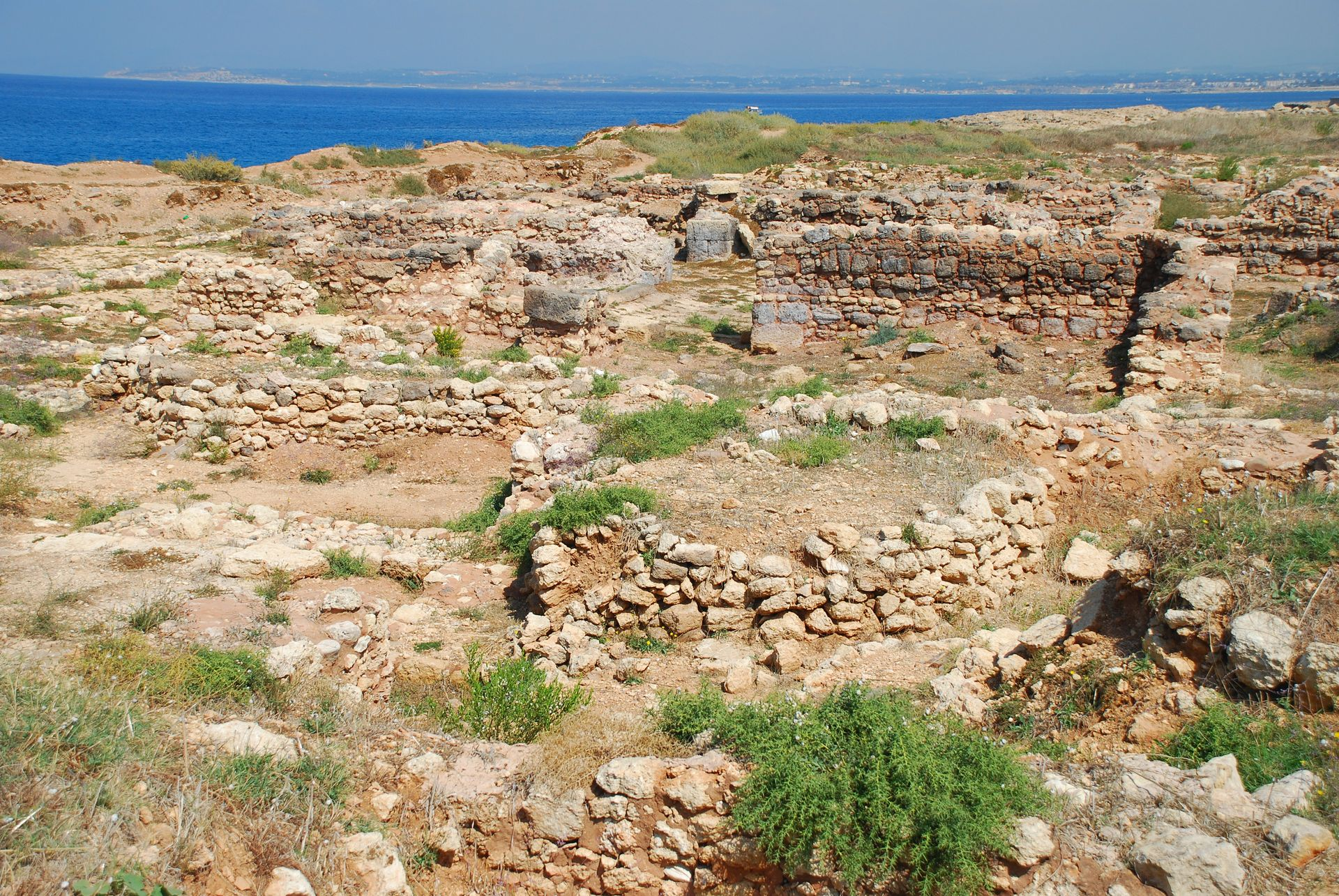
رأس ابن هاني على شاطئ اللاذقية

رأس ابن هاني منطقة رأس ابن هاني أكثر رؤوس الساحل السوري بروزًا على شاطئ اللاذقية / سورية. وهو يبعد عن مدينة اللاذقية 10 كم شمالا.

## السياحة في رأس ابن هاني
ان المنطقة من المناطق السياحية المميزة وفيها الكثير من المنشآت السياحية الكبيرة مثل، منتجع الشاطئ الأزرق والفنادق الدولية مثل فندق ميريديان الاذقية والشاليهات والمسابح البحرية والقرى السياحية والمطاعم ومقاهي إضافة لقرية صيادين ومعهد للأبحاث البحرية

## آثار المنطقة
في المنطقة آثار تاريخية هامة وهي مدينة أوغاريت التاريخية وهي مدينة ملكية قدمت للبشرية أول وأقدم أبجدية في التاريخ أبجدية أوغاريت حيث تم العثور على قصرين ومنشأة للصناعة للتعدين فيها قالب الصب الوحيد في العالم على شكل جلد الثور إضافة لتحصينات هيلينستية ومباني مميزة.

## جغرافية المنطقة
تتميز ابن هاني بجمال طبيعتها البحرية وتداخل اليابسة مع البحر وإطلالة الجبال الساحلية الرائعة التي تغطيها الغابات مما يعطي المنطقة المزيد من التآلق والروعة وتشتهر بنشاطها السياحي، وتزدحم بالسياح والمصطافين طوال فترة الصيف.